# (13480) Potapov
(13480) Potapov es un asteroide perteneciente al cinturón de asteroides, descubierto el 9 de agosto de 1978 por la astrónoma soviética Liudmila Chernyj y su marido, también astrónomo, Nikolái Chernyj, desde el Observatorio Astrofísico de Crimea.

## Designación y nombre
Designado provisionalmente como 1978 PX3. Fue nombrado Potapov en honor al pintor ruso Mijaíl Mijáilovich Potápov.